# شيفروليه تاهو

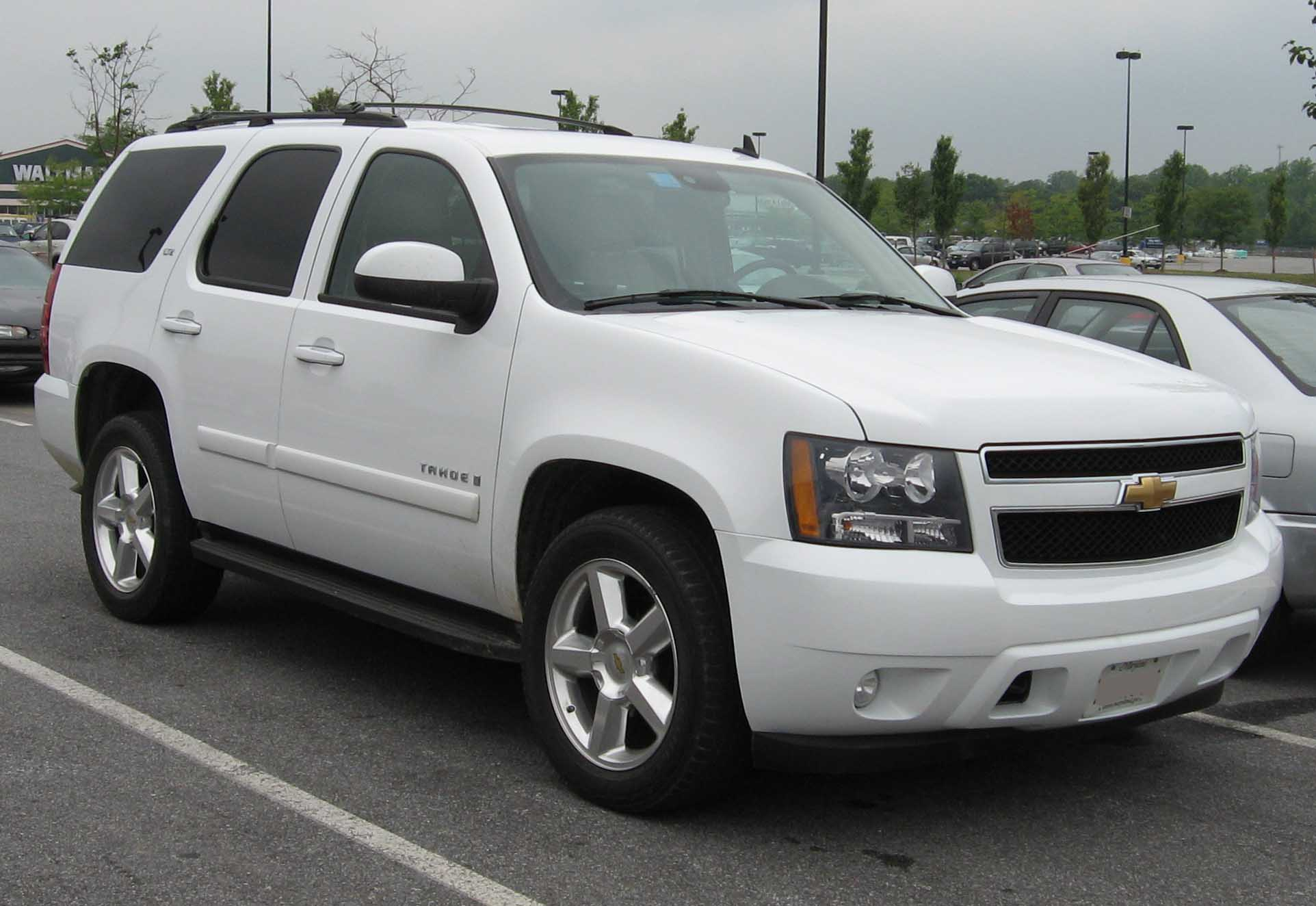
شيفرولية تاهو الذي انتجت في العام 2007م وحتى عام 2014م وهي نسخة مصغرة عن شيفروليه سوبربان

تاهو (بالإنجليزية: Tahoe) مركبة دفع رباعي من شيفروليه التابعة لشركة جنرال موتورز الأمريكية. وهي مركبة جبارة تحتوي على محرك سعة 5.3 لتر من ثمان إسطوانات بقوة 355 حصان ومحرك آخر سعته 6.2 لتر أيضاً من ثماني اسطوانات، وقد قامت الشركة بإجراء تغيير كامل للمركبة في سنة 2007ممن حيث الشكل والقاعدة كما أضافت للمركبة النظام الفعال للتوفير من استهلاك الوقود (AFM) حيث يقوم هذا النظام بفصل أربع اسطوانات عن العمل وذلك عند ثبات السرعة أو التسارع بشكل بطيء، وقد تفوق تصميمها الجديد عل معظم مركبات الدفع الرباعي وخصوصا إنفنتي كيو إكس 56 التي يراها.

## معنى الاسم وسبب التسمية
التاهو هي بحيرة مياهها عذبة تقع في الولايات المتحدة الأمريكية في جبال سييرا نيفادا بالولايات المتحدة. تقع على طول الحدود بين ولاية كاليفورنيا ونيفادا وهي ثاني أعمق بحيرة في الولايات المتحدة وقد سمت شركة جنرال موتورز مركبتها نسبةً إلى هذه البحيرة

## الفئات والمحركات وأنظمة الدفع

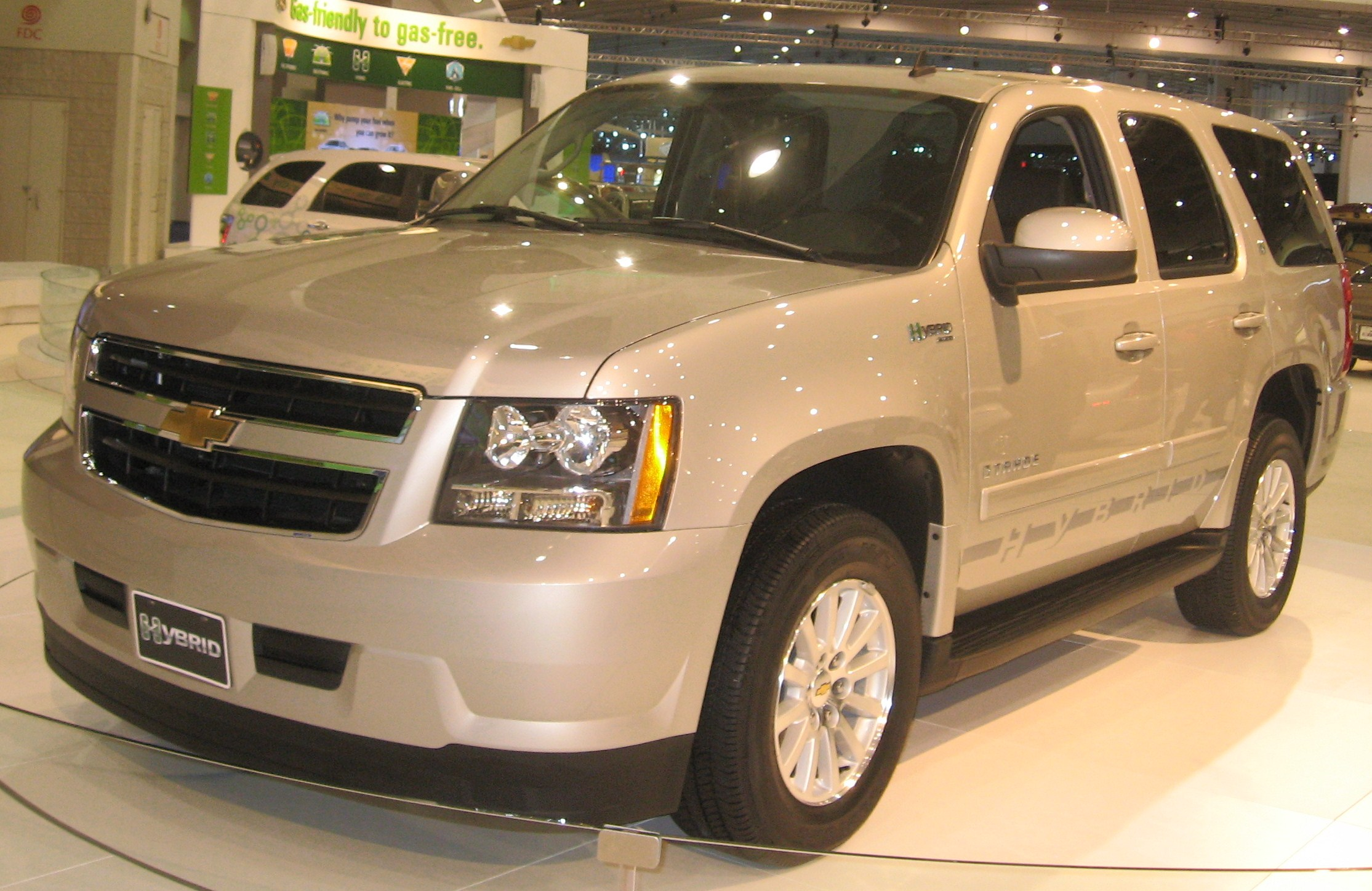
شيفروليه تاهو هايبرد (الهجينة) التي تعمل بالوقود والغاز وهي تختلف قليلاً من حيث الشكل الخارجي عن نسخة تاهو العادية

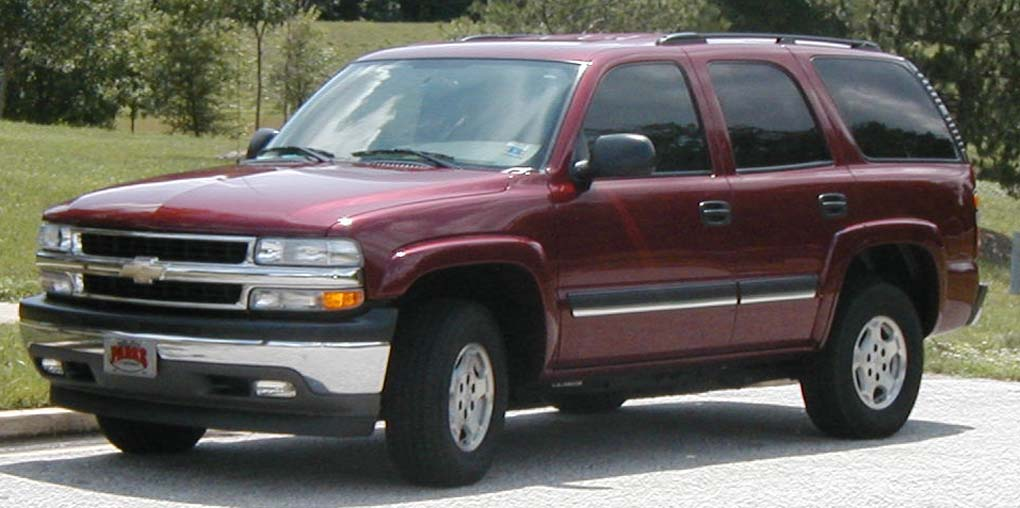
شيفروليه تاهو التي انتجت في العام 2000م ~ 2006م

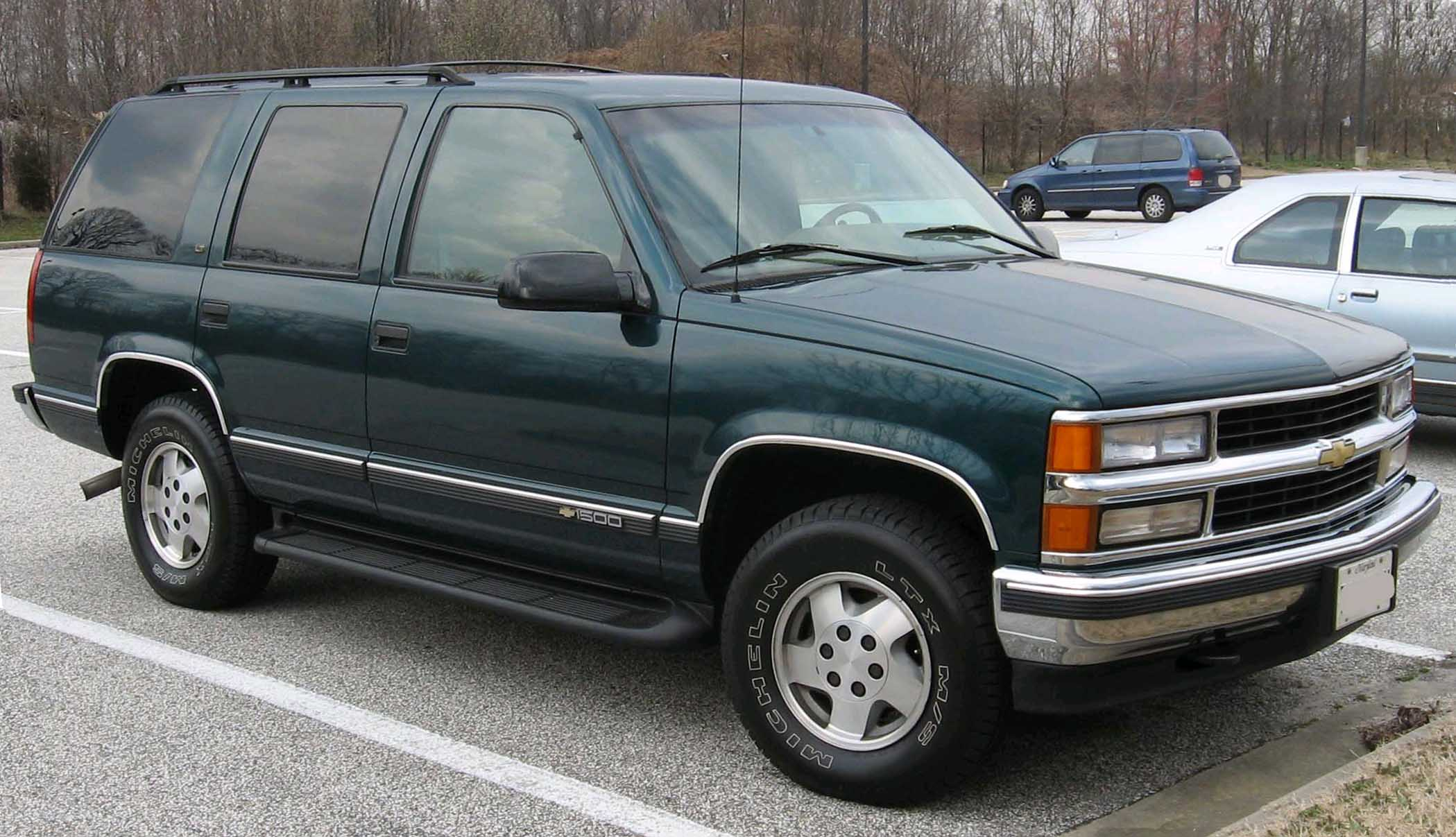
شيفروليه تاهو التي انتجت في العام 1991م ~ 1999م

- فئة (LS) وهي الفئة ذات المواصفات القياسية وتأتي بطرازي(1500) و(2500)، حيث أن طراز (1500) المخصص للمدن يأتي بمحرك فورتيك سعته 5.3 لتر بقوة 355 حصاناً وطراز (2500) المخصص للظروف الصعبة يأتي بمحرك فورتيك سعته 6.0 لتر بقوة 379 حصاناً، وبنظامي دفع خلفي ورباعي
- فئة (LT1) وهي الفئة المتوسطة والتي تحتوي على المكونات الأساسية للفخامة والرفاهية وهي تأتي بطرازي (1500)و(2500)،حيث أن طراز(1500)المخصص للمدن يأتي بمحرك فورتيك سعته 5.3 لتر بقوة 355 حصاناً وطراز (2500) المخصص للظروف الصعبة يأتي بمحرك فورتيك سعته 6.0 لتر بقوة 379 حصاناً، وبنظامي دفع خلفي ورباعي
- فئة (LT2) وهي الفئة ذات المواصفات الكاملة وتأتي بطرازي (1500) و(2500)،حيث أن طراز(1500)المخصص للمدن يأتي بمحرك فورتيك سعته 5.3 لتر بقوة 355 حصاناً، وطراز (2500) المخصص للظروف الصعبة يأتي بمحرك فورتيك سعته 6.0 لتر بقوة 379 حصاناً ويتوفر بسعة محرك ضخمة جداً محدودة الإنتاج هي 8.1 لتراً وو بنظامي دفع خلفي ورباعي
- فئة (LTZ) وهي الفئة الخاصة والكاملة المواصفات والأكثر رفاهية وفخامةً من الداخل والخارج وتأتي فقط بطراز (1500) المخصص للمدن بمحرك فورتيك سعته 6.2 لتر بقوة 441 حصاناً، ويتوفر وبنظامي دفع خلفي ورباعي
- فئة (Z71) وهي الفئة الرياضية والأكثر تحملاً للظروف الصعبة في الصحاري وفي الجبال حيث أن هيكل المركبة مرتفع عن سطح الأرض أكثر من نسخة تاهو العادية وتتمتع بنظام تعليق قوي وهي متوسطة الفخامة والمواصفات وتأتي بطراز واحد وهو (2500) وبمحرك فورتيك سعته 5.3 لتراً وبقوة 355 حصاناً، ويتوفر بمحرك آخر سعته 6.0 لتراً وبقوة 379 حصاناً.

## جوائز عالمية
حصلت شيفروليه تاهو على العديد من الجوائز العالمية على جميع المستويات والأصعدة مما جعلها واحدة من أفضل سيارات الدفع الرباعي في العالم ومنها :
- جائزة أجمل سيارة في العالم قابلة للتعديل والتطوير في شكلها للعام 2007م
- جائزة أفضل سيارة للدفع الرباعي للعام 2007م

## وصلات خارجية
- الموقع الرسمي لشيفروليه الولايات المتحدة الأمريكية
- الموقع الرسمي لشيفروليه الشرق الأوسط
- صفحة شيفروليه تاهو الويات المتحدة الأمريكية
- صفحة شيفروليه تاهو الشرق الأوسط